# Baia Publică Neptun

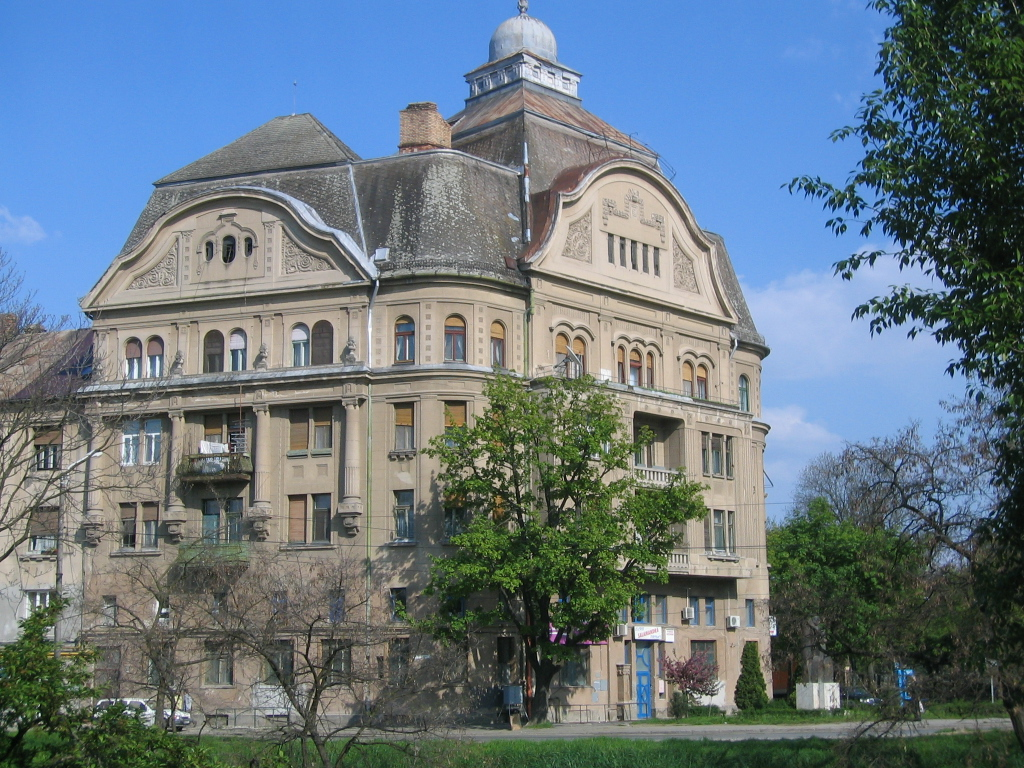
Clădirea Băilor Neptun

Baia Publică Neptun, cunoscută uneori sub numele de Băile Neptun, este o clădire din Timișoara construită între 1912-1914 după proiectul arhitectului László Székely.

## Istoric
Inițial se numea "Hungaria" și avea rolul de a înlocui fostele băi turcești din Fabric. Construcția impunătoare, exemplu remarcabil al Secesiunii Vieneze, beneficiază de largi perspective dinspre centru și de-a lungul canalului Bega și marchează începutul cartierului Fabric.
Coronamentul acoperișului, inițial acoperit cu aur, este o replică a esteticii lui Otto Wagner (de exemplu Kirche am Steinhof).